# Мілл-Вілледж (Пенсільванія)
Мілл-Вілледж (англ. Mill Village) — місто (англ. borough) в США, в окрузі Ері штату Пенсільванія. Населення — 388 осіб (2020).

## Географія
Мілл-Вілледж розташований за координатами 41°52′39″ пн. ш. 79°58′21″ зх. д. / 41.87750° пн. ш. 79.97250° зх. д. (41.877511, -79.972625).  За даними Бюро перепису населення США в 2010 році місто мало площу 2,38 км², уся площа — суходіл.

## Демографія
Згідно з переписом 2010 року, у селищі мешкало 412 осіб у 152 домогосподарствах у складі 118 родин. Густота населення становила 173 особи/км².  Було 158 помешкань (66/км²).
Расовий склад населення:
| - 97,3 % — білих - 0,5 % — азіатів - 0,2 % — чорних або афроамериканців |

До двох чи більше рас належало 1,9 %. Частка іспаномовних становила 0,0 % від усіх жителів.
За віковим діапазоном населення розподілялося таким чином: 26,7 % — особи молодші 18 років, 60,2 % — особи у віці 18—64 років, 13,1 % — особи у віці 65 років та старші. Медіана віку мешканця становила 40,6 року. На 100 осіб жіночої статі у селищі припадало 107,0 чоловіків;  на 100 жінок у віці від 18 років та старших — 101,3 чоловіків також старших 18 років.
Середній дохід на одне домашнє господарство  становив 58 121 долар США (медіана — 46 625), а середній дохід на одну сім'ю — 72 485 доларів (медіана — 55 000). Медіана доходів становила 39 375 доларів для чоловіків та 33 333 долари для жінок. За межею бідності перебувало 17,1 % осіб, у тому числі 26,0 % дітей у віці до 18 років та 4,8 % осіб у віці 65 років та старших.
Цивільне працевлаштоване населення становило 182 особи. Основні галузі зайнятості: освіта, охорона здоров'я та соціальна допомога — 29,1 %, виробництво — 24,7 %, роздрібна торгівля — 13,2 %, мистецтво, розваги та відпочинок — 8,8 %.